# Gras
Gras település Franciaországban, Ardèche megyében. Lakosainak száma 588 fő (2022. január 1.). Gras Bidon, Bourg-Saint-Andéol, Lagorce, Larnas, Saint-Maurice-d’Ibie, Saint-Montan, Saint-Remèze és Valvignères községekkel határos.

## Népesség
A település népességének változása:
| Lakosok száma | 260  | 250  | 317  | 482  | 599  | 616  | 635  | 633  | 618  | 588  |
|               | 1968 | 1982 | 1990 | 2006 | 2013 | 2015 | 2017 | 2019 | 2020 | 2022 |